# Католицький університет Чилі
Папський католицький університет Чилі (UC) (ісп. Pontificia Universidad Católica de Chile) - один із шести католицьких університетів, що існують в чилійській університетській системі, і один з двох папських університетів у країні, поряд з Папським католицьким університетом Вальпараїсо . Це також один із найстаріших університетів Чилі та один із найвідоміших навчальних закладів Латинської Америки. 
Згідно з рейтингом предметів QS 2020, його юридичний факультет займає 36 місце у світі, а педагогічний факультет - 37 місце у світі. Згідно з тим самим рейтингом QS він був зайнятий 1-м університетом Латинської Америки у 2018, 2019 та 2020 роках.